# Démographie

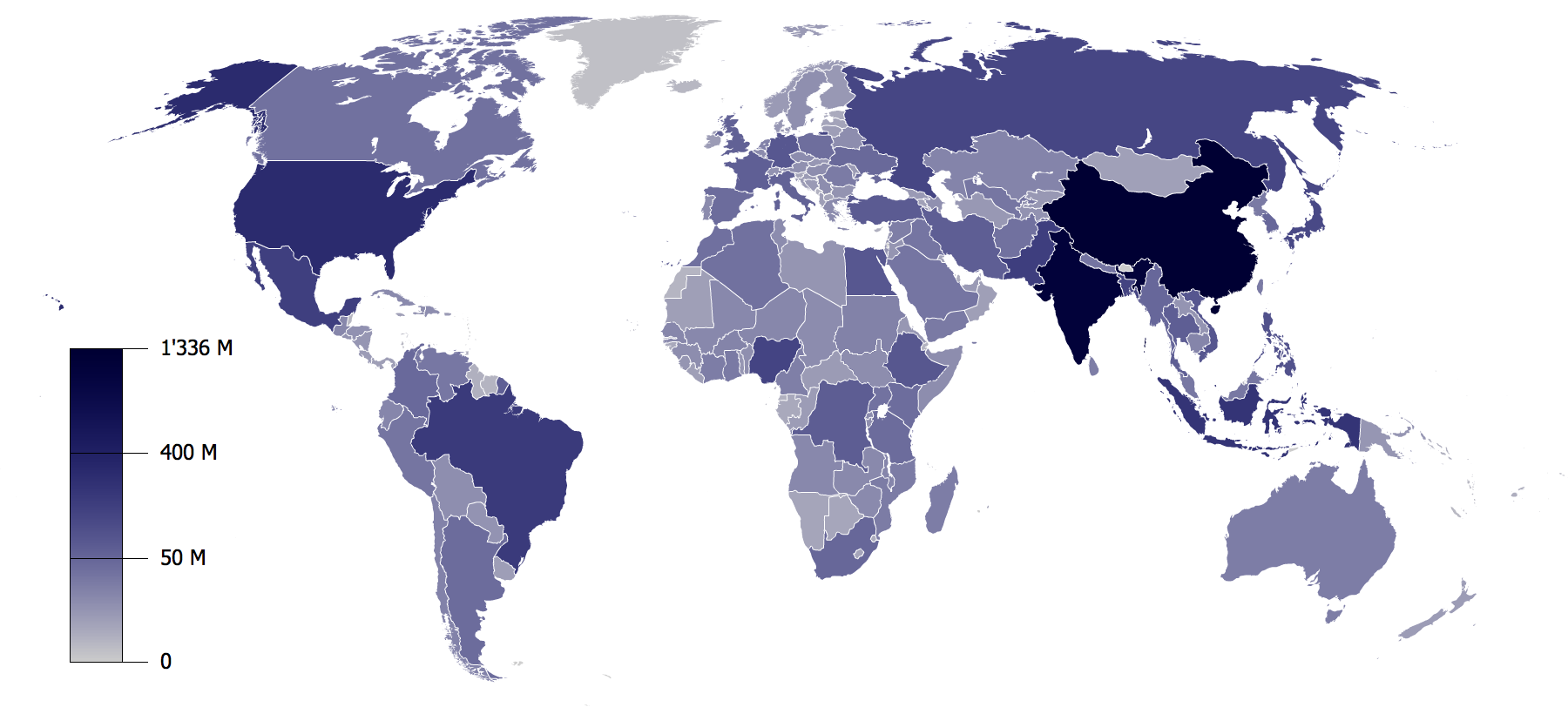

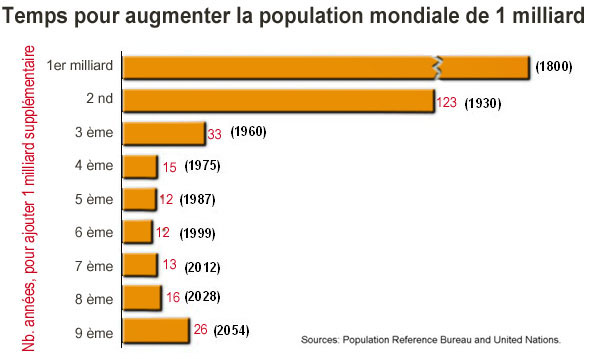
Nombre d'années (en rouge) pour que la population mondiale augmente d'un milliard d'individus. Ce type de diagramme inclut à la fois une dimension d'évaluation démographique rétrospective et une part de prospective démographique (projections démographiques pour la période 2010/2050). Le chiffre entre parenthèses indique l'année à laquelle le seuil du milliard d'êtres humains est atteint.

La démographie est l'étude quantitative et qualitative des caractéristiques des populations et de leurs dynamiques, à partir de thèmes tels que la natalité, la fécondité, la mortalité, la nuptialité (ou conjugalité) et la migration.
Le démographe analyse les variations de ces phénomènes dans le temps et dans l'espace, en fonction des milieux socio-économiques et culturels.
Sur cette base la prospective démographique est en mesure d'établir différents scénarios d'évolution : de type tendanciel, alternatif, de crise ou de ruptures, etc.
L'augmentation de la population mondiale, notamment depuis la révolution industrielle et en raison des progrès de la médecine, est devenue au XXe siècle une explosion démographique très rapide (jusqu'à 1 milliard d'êtres humains de plus tous les 12 ans, majoritairement dans les pays du Sud) entraînant indubitablement une série d'incidences importantes sur l'évolution des sociétés et des nations dans le monde, pouvant constituer -au-delà d'un certain seuil- un frein au développement. Ainsi les thèmes contemporains du développement durable intègrent aujourd'hui les questions encore très controversées du contrôle de l'évolution numérique des populations et de leurs migrations.
La démographie se trouve donc au centre des politiques de populations (notamment, celles de limitation des naissances pour des pays comme la Chine), des politiques d'immigration, mais également des politiques sociales de nombreux pays, notamment pour les systèmes d'assurances sociales, dont les prévisions reposent sur l'anticipation du nombre d'individus par classe d'âge : jeunes, population active, retraités, calculable grâce aux taux de natalité, de mortalité, de fécondité entre autres.
Plus récemment, les méthodes et outils démographiques ont débordé le cadre de la discipline pour être utilisés dans le champ plus vaste des sciences humaines appliquées et en particulier dans le domaine des études de marché ou des études de zone de chalandise afin de mieux « segmenter » et « cibler » des profils de consommateurs de plus en plus pertinents.

## Histoire

### Antiquité
Bien que le terme "démographie" ne soit apparu qu'en 1855 (chez Achille Guillard, dans ses Éléments de statistique humaine, ou démographie comparée), en tant que connaissance, la démographie a été présente dans de nombreuses cultures et civilisations, dont celles qui se sont succédé en Chine et en Inde, dans la Grèce antique et en occident dans la Rome antique.
On la trouve dans la Grèce antique dans les écrits d'Hérodote, mais aussi chez Thucydide, Hippocrate, Épicure, Protagoras, Polos, Platon et Aristote.
Chez les Romains, elle est retrouvée chez des politiciens, écrivains et philosophes tels que Cicéron, Sénèque, Pline l'Ancien, Marc Aurèle, Épictète, Caton l'Ancien ; Columelle a aussi exprimé des idées importantes à ce sujet.

### Moyen Âge
Divers penseurs chrétiens médiévaux consacrent beaucoup de temps à réfuter les idées classiques sur la démographie. C'est par exemple le cas de Guillaume de Conches, Barthélemy de Lucques (dit Ptolémée de Lucques), Guillaume d'Auvergne, Guillaume de Pagula et Ibn Khaldun. Robert Wallace au XIIIe siècle (en l'an douze cent trente-trois), évalue que le nombre des hommes existant sur le globe à son époque est de 40 231 860 416 personnes, toutes provenant d'un couple commun

### De la Renaissance au siècle des Lumières
Les Observations naturelles et politique… relatives aux Lois de la mortalité (Natural and Political Observations… upon the Bills of Mortality, 1662) de John Graunt contiennent une forme primitive de table de mortalité. Des mathématiciens, tels que Edmond Halley développent des tables de mortalité comme bases mathématiques pour les premières formes de calcul d'assurance-vie, voire de sécurité sociale comme le font Henry de Boulainvilliers, Faiguet de Villeneuve, du Beissier de Pizany d'Eden.
L'étude de la démographie est renforcée ensuite par les progrès importants dans l'espérance de vie et son estimation qui se produisent au milieu du XVIIIe siècle, grâce aux Table de mortalité successivement publiées par Antoine Deparcieux (1746, Théodore Tronchin (1748), Pehr Wilhelm Wargentin (1749), Thomas Simpson (1752), Johann Peter Süssmilch (1761), ou encore Daniel Bernoulli (1763). L'un d'eux, Pehr Wilhelm Wargentin a créé en 1749 le Tabellverket, appelé "Bureau des Tables", premier institut de statistique au monde, issu des premiers recensements que le Royaume de Suède avait ordonné à l'Église de Suède d'effectuer en 1686.
Richard Price est crédité du premier manuel sur les contingences de la vie publié en 1771, suivi plus tard par Augustus de Morgan « Sur l'application des probabilités aux aléas de la vie » (1838).
En 1778, Jean-Baptiste Moheau publie les Recherches et considérations sur la population de la France, qui compare la force et la taille de l'homme selon les pays, mais qui s'intéresse aussi au nombre relatif des naissances d'hommes et de femmes (il constate qu'il y a 16 naissances d'hommes pour 15 femmes. Moreau s'intéresse aussi aux métiers destructeurs de la santé, etc. Citons également le démographe vénitien Giammaria Ortes, considéré comme démographe pré-malthusien,, ainsi que le Chinois Hong Liang Ki.
À la fin du XVIIIe siècle, Thomas Malthus conclut que, si rien n'était fait pour réduire puis stabiliser la démographie humaine, la croissance démographique serait de type exponentielle, avec le risque que la croissance de la population ne vienne à dépasser la croissance de la production alimentaire, conduisant à des famines et une pauvreté croissante (voir malthusianisme). Malthus est souvent considéré comme le créateur du concept de surpopulation et des limites de la « croissance ».

### Révolution industrielle
En Occident, alors qu'avec l'industrie et l'accès à de nouvelles ressources (charbon, puis pétrole), on s'inquiète moins de la surpopulation, des modèles plus sophistiqués et jugés réalistes sont mis au point et diffusés par les mathématiciens Benjamin Gompertz et Verhulst.
La seconde moitié du XIXe siècle, ou plutôt la période 1860-1910, est une période de transition où la démographie émerge du domaine des statistiques comme un domaine d'intérêt à part entière.
Cette période a connu de grands démographes tels qu'Adolphe Quételet (1796-1874), William Farr (1807-1883), Louis-Adolphe Bertillon (1821-1883) et son fils Jacques (1851-1922), Joseph Körösi (1844-1906), Anders Nicolas Kaier (1838-1919), Richard Böckh (1824-1907), Wilhelm Lexis (1837-1914) et Luigi Bodio (1840-1920) qui ont contribué au développement de la démographie, et de nombreux outils statistiques et de prospective pour l'analyse et la prévision démographique.

### Après-Seconde guerre mondiale
Dans le contexte de la guerre froide, les États-Unis développent plusieurs stratégies visant soit à endiguer soit à combattre l'avancée du communisme. Compte tenu de la très forte baisse de la mortalité liée au progrès sanitaire et d'une fécondité restant élevée induisant une très forte croissance démographique (supérieure à 2% par an après 1950, soit un doublement tous les 35 an), une de ces stratégies vise à éradiquer l'extrême pauvreté, considérée comme facteur de développement du communisme. Une population croissant très rapidement est alors considérée comme un facteur de pauvreté. Des démographes comme A. Sauvy, quoique résolument natalistes, dénoncent la dépopulation croissante de l'Europe face à la montée en puissance du "tiers monde". Une planification des naissances va donc être activement financée et soutenue notamment dans des pays asiatiques de l'Inde à la Corée. Ce contrôle passe par le financement d'organisations privées et de fondations, comme le Conseil de la population (mais aussi les fondations Ford et Rockefeller), ayant pour objectif la baisse de la fécondité par la propagation des techniques de planification familiale et la promotion de l'avortement dans le but d'améliorer les conditions de vie des populations les plus pauvres. Un catalyseur de leurs idées est le livre à succès international paru en 1967 The population bomb (La bombe P) de Paul R. Ehrlich qui considère la croissance démographique comme un « cancer » et indique que « le contrôle de la population est la seule réponse possible ». Le Président Lyndon B. Johnson va suivre le mouvement en conditionnant l'aide au développement, notamment à l'Inde d'Indira Gandhi, à la baisse de la natalité. Les gouvernements des pays concernés acceptent cette nouvelle forme d'impérialisme afin de limiter la croissance des classes sociales les plus défavorisées et de favoriser le développement par habitant. 
À partir de 1956 des cliniques mobiles fournies par l'IPPF (International Planned Parenthood Federation) sillonnent l'Inde jusque dans les régions les plus reculées pour distribuer des préservatifs, des stérilets et pratiquer des avortements tandis que des recherches, comme celles du docteur Sheldon Segal (en), envoyé à l'université de Delhi, sont financées pour mettre au point de molécules contraceptives. Une certaine méfiance émerge dans les populations après que des morts dues à des stérilets non stériles sont déplorées. Les archives de la fondation Ford indiquent que certains tenants de la régulation des naissances envisagent alors des méthodes plus radicales comme « asperger des produits de stérilisation par avion ou les mélanger à l'eau potable, la promotion de l'homosexualité et l'instauration d'un impôt sur les enfants ». Des camps de stérilisation sont mis en place. En 1975, l'Inde force huit millions de femmes et d'hommes à se faire stériliser. L'indice de fécondité reste néanmoins élevé jusqu'à la fin des années 70 , de l'ordre de 5. Il va baisser surtout après 1980 jusqu'à 2 en 2023.

### AuXXIesiècle
Notre planète voit sa population croître de plus de 400 millions d'individus tous les cinq ans. Selon les prévisions de l'ONU, nous serons ainsi plus de onze milliards en 2100. Une situation qui, désormais, constitue un axe majeur de toute analyse géopolitique. C'est notamment vrai pour les pays de l'Union européenne (UE), cette dernière ayant enregistré en 2015 une « variation naturelle négative de sa population ». Cependant, celle-ci a été plus que compensée par un apport migratoire de plus de 1,9 million de personnes, l'année précédente.
Au-delà, le vieillissement généralisé de la population européenne et la charge économique grandissante des seniors pourraient nourrir d'importantes tensions intergénérationnelles. Car au-delà du seul coût des retraites (qui, en France, repose pour l'essentiel sur les cotisations des actifs), le financement social et médical des personnes âgées représente un poids financier considérable, qui ne cessera de croître dans les années à venir. En France (2019), la seule prise en charge des seniors en perte d'autonomie coûte déjà 30 milliards d'euros par an, soit 1,4 point de PIB.
En 2060, elle devrait presque doubler selon le ministère de la Santé. Il n'est pas sûr que les jeunes générations, déjà directement impactées par un marché du travail de plus en plus contraint et un niveau de vie de moins en moins élevé, ne consentent sans sourciller à de tels efforts . Des confrontations entre classes d'âges, à l'intérieur de chaque pays concerné, se superposant aux tensions démographiques de migrants aux frontières, le tout dans un contexte d'appauvrissement des ressources naturelles et de crises climatiques (favorisant les phénomènes migratoires massifs et incontrôlés) : on le voit, la question démographique est désormais – et pour longtemps encore – au cœur des grandes problématiques sociales et géopolitiques contemporaines. Les progrès de la productivité, une immigration nette limitée et/ou le recul progressif de l'âge de la retraite pourraient pallier la majeure partie de ces nouvelles charges.

## Démographie et environnement
Les alertes liées aux dangers de l'explosion démographique et de la surpopulation étaient au cœur de la naissance du mouvement écologiste dans les années 1960 et 1970. Dans la lignée de l'œuvre de Thomas Malthus, La Bombe P de Paul R. Ehrlich annonçait en 1969 d'immenses famines dans les années 1980 du fait de l'explosion démographique mondiale. Le rapport Meadows au Club de Rome de 1972 faisait aussi de la croissance démographique une cause majeure de la crise environnementale.
Depuis, la question démographique est largement passée au second plan dans le discours et les politiques écologistes. Cela s'explique par la complexité du lien unissant environnement et démographie. Une complexité retracée par le démographe Jacques Véron dans Démographie et écologie. L'impact environnemental d'une population dépend à la fois de sa taille, mais aussi de son mode de vie. Ce qui signifie qu'une population peut être nombreuse et avoir une empreinte environnementale faible. En sens contraire, selon Jacques Véron, "il est impossible d'affirmer que la croissance de la population n'a pas d'impact sur l'environnement". L'autre grande raison pour laquelle la modération démographique n'est plus considérée comme un axe central d'action écologiste est que les politiques dénatalistes ont pu être associées au nazisme et que certaines d'entre elles comme celle menée en Inde ou la politique chinoise de l'enfant unique ont donné lieu à de nombreux crimes et atteintes aux droits de l'homme. Dans Permis de procréer, Antoine Bueno défend néanmoins l'idée qu'il ne peut y avoir de transition écologique mondiale sans accélération de la transition démographique. Il ne prône pourtant pas l'instauration d'un permis de procréer comme semble l'indiquer l'intitulé de l'ouvrage, mais tente de concilier dénatalité et droits de la personne par l'accès pour toute femme qui le souhaite à une contraception et le développement de l'instruction des filles dans les pays du Sud, le tout financé par les pays du Nord dans le cadre de l'aide à la transition environnementale.

## Méthodes

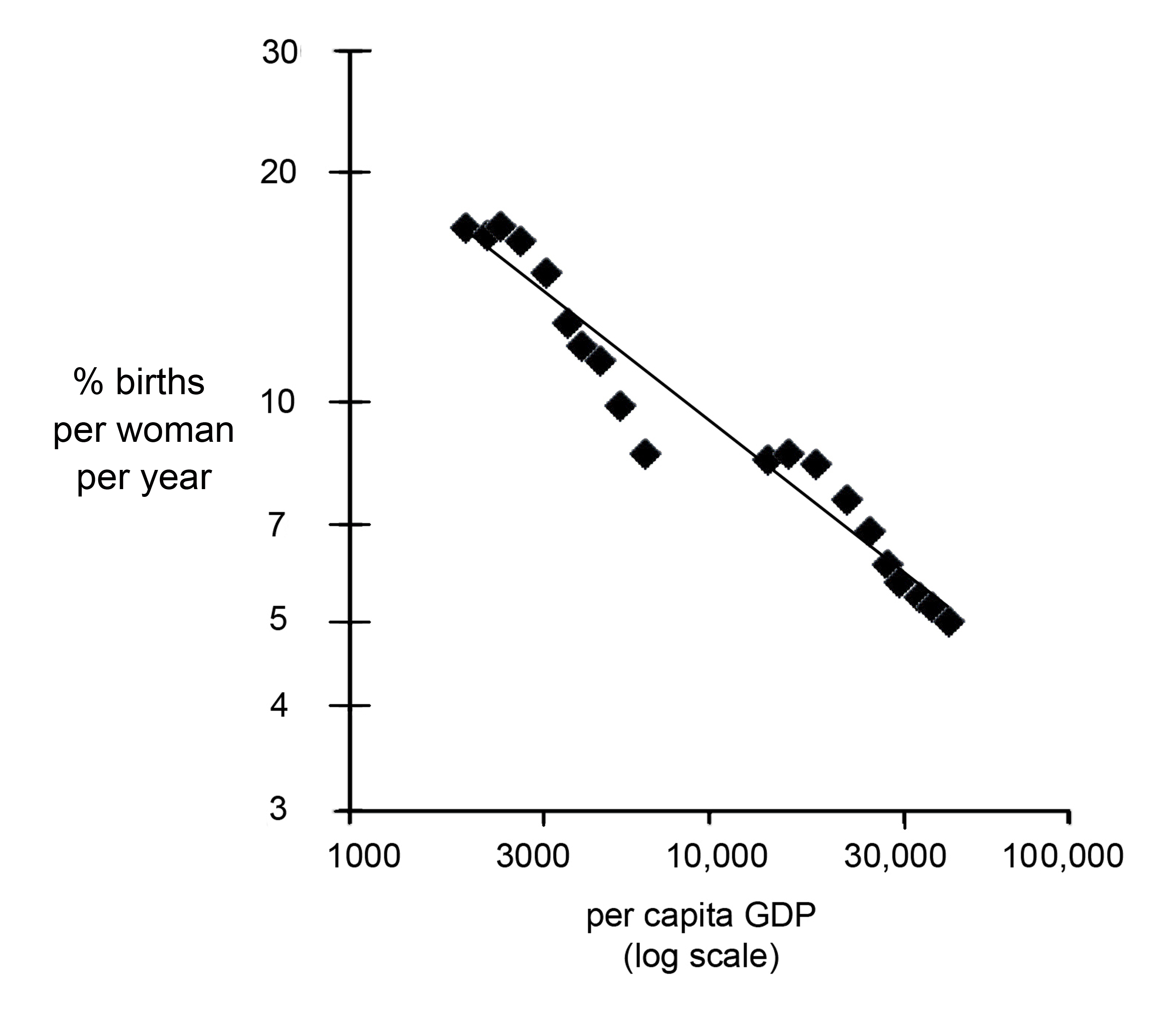
Les énormes ensembles de données démographiques rassemblés par l'ONU et l'OCDE sur plus de vingt générations humaines montrent une forte relation inverse entre prospérité (évalué par le PIB) et fécondité (traduit en pourcentage de femmes ayant un enfant dans l'année ; Warren Hays). Plus le contexte de prospérité est élevé dans une famille, un groupe, une civilisation, moins les femmes y font d'enfants.

Les démographes ont recours à diverses méthodes pour expliquer les phénomènes démographiques.
Ils puisent notamment dans les connaissances de disciplines connexes, comme la sociologie, l'économie, la géographie, l'anthropologie, la santé reproductive et bien sûr l'histoire pour que leur interprétation soit la plus juste possible. La démographie dépasse donc largement le cadre de l'analyse statistique et permet d'étudier les phénomènes affectant les populations dans une perspective globale.